# Райлетт, Джейн
Джейн Райлетт (англ. Rebecca Jane Rylett) — канадский молекулярный нейробиолог. С 2019 года она является научным директором Института старения CIHR. Будучи заслуженным профессором Университета Западного Онтарио, Райлетт также работала заместителем декана в Школе медицины и стоматологии им. Шулика и заведующей кафедрой физиологии и фармакологии.

## Ранние годы и образование
Она получила степень бакалавра наук в области физиологии и фармакологии и докторскую степень в области фармакологии в Университете Западного Онтарио (UWO). Будучи аспирантом, она стала участвовать в испытаниях лекарств у пациентов с болезнью Альцгеймера в рамках клеточно-механистических исследований своей диссертации.

## Карьера
После получения докторской степени Райлетт обучалась нейрофизиологии в Университетском колледже Лондона и нейрохимии в Институте биофизической химии им. Макса Планка, а затем была принята на работу в Школу медицины и стоматологии им. Шулика в качестве стипендиата Рубиноффа по гериатрии. Поступив на кафедру, Райлетт помогла создать аспирантуру в области неврологии в UWO и была её директором с 1994 по 2000 год. Затем она была назначена заведующей кафедрой физиологии и фармакологии и содиректором группы молекулярных исследований мозга в Исследовательском институте Робартса. Работая на этих должностях, Райлетт также возглавляла Консультативный совет института Канадских институтов исследований в области здравоохранения (CIHR) Института старения и возглавляла группы по рассмотрению грантов для Фонда психического здоровья Онтарио. В 2013 году Райлетт была избрана членом Канадской академии наук о здоровье и получила звание заслуженного профессора университета. Позже срок её пребывания на посту заведующей кафедрой физиологии и фармакологии был продлён до 30 июня 2017 года и она была включена CIHR в число 15 председателей Коллегии рецензентов.
Перед 2017–18 учебным годом Райлетт была назначена заместителем декана и директором Центра исследований животных в Школе медицины и стоматологии им. Шулика. В 2019 году Райлетт была назначена научным директором Института старения CIHR. После этого назначения Райлетт продолжила развивать исследовательские возможности для содействия здоровому старению и организовала институт в Исследовательском институте Робартса.